# Susanna Haavisto
Leena Susanna Haavisto, född 20 oktober 1957 i Helsingfors, är en finländsk skådespelare. 
Haavisto gick i teaterskola/teaterhögskola åren 1978–1982. Hon är känd som skådespelare både på finska och svenskspråkiga scener, i tv och på film. Hennes musikalitet och sångbegåvning gjorde det i ett tidigt skede möjligt för henne att överskrida gränsen mellan talteater, musikaler och sånguppträdanden av olika slag. Hon tilldelades till exempel en Emmastatyett för bästa kvinnliga sångdebut 1992. 
Haavisto var anställd vid Helsingfors stadsteater 1982–1985 men övergick sedan till att bli frilans. Hon var Dorothy i Svenska Teaterns Trollkarlen från Oz 1989, och hade framgång som komedienn i Lilla Teaterns fars Skvaller 1990–1992. Hennes kanske främsta framgång i det allvarliga facket var som Nora i Ett dockhem på Esbo stadsteater 1992–1994. Därpå följde en roll i ungdomsmusikalen Hype på Svenska Teatern. Dessutom har hon gästat Viirus (Donna Elvira i Don Juan 1996), Ryhmäteatteri och Turun kaupunginteatteri. 
Haavisto har gjort omtyckta tv-program, bland annat Elämänmenot, Soitinmenot, gett konserter, gett ut flera skivor, skrivit ord till sångtexter samt regisserat en egen uppsättning Älytön tunne på Finlands nationalopera 1999. För sin insats i filmen Anni tahtoo äidin fick hon en Jussistatyett 1990. Hon har vidare haft filmroller i Kungen drar till Frankrike (Kuningas lähtee Ranskaan, 1986) och i Aki Kaurismäkis Ariel (1988). Hon har i flera år verkat som goodwillambassadör för Finlands Unicef-förening. 